# إي. إي. إيكن
إي. إي. إيكن (بالإنجليزية: E. E. Aiken)‏ هو كاتب أمريكي، ولد في 1 مارس 1859 في نيوينغون في الولايات المتحدة، وتوفي في 5 يناير 1951.